# Flaxman Qoopane
Flaxman Qoopane (1955-2017) était connu comme «le père de la littérature et des arts» à Bloemfontein. Qoopane était un activiste littéraire sud-africain et un auteur, poète, journaliste et biographe de renommée internationale.

## Biographie
Moalosi Jacob Qoopane est né en 1955 à Mangaung dans l’État libre où il a passé la majeure partie de son enfance ainsi que sa carrière. Son intérêt pour l’écriture a commencé à un âge précoce. 
De 1977 à 1992, Qoopane vécut en exil en Tanzanie. À son retour, il continua d’écrire des articles, des essais, des romans et de la poésie. Flaxman Qoopane et Omoseye Bolaji sont rapidement devenus des noms familiers à Mangaung. Leur popularité a augmenté en raison de leurs articles ont été fréquemment publiés dans le magazine Next. Qoopane a également contribué à un quotidien national populaire, le Daily Sun et aussi le magazine Realtime. Le travail de Qoopane a également paru dans des publications telles que Hola, Sowetan, Bona, Drum, A et E, Kopanaang, Bloemfontein Courant et Free State News. Qoopane a créé et dirigé la Galerie littéraire Qoopane où sont représentés des profils d’écrivains et de journalistes locaux. Il a également développé la bibliothèque pour enfants de Hillside View, à Rocklands. La bibliothèque se trouve à proximité du campus de l’Université de l’État libre à Mangaung et accueille environ 100 enfants. Qoopane a consacré son temps et ses efforts à créer des opportunités et des ressources pour les écrivains de Bloemfontein. Il était l’un des écrivains les plus connus dont la carrière s’étendait sur la période où les Noirs ne pouvaient plus publier leurs œuvres en Afrique du Sud.
Qoopane a présenté son travail d’écriture et de poésie dans des pays comme les Pays-Bas, l’Italie, le Royaume-Uni, le Mozambique et le Lesotho. Son travail de journalisme a continué pendant son exil et Qoopane a été particulièrement célèbre en Afrique de l’Est.
Qoopane est décédé le 22 novembre 2017 à l’âge de 62 ans. Il aurait été malade avant son décès.